# Veľký Čepčín
Veľký Čepčín je malá obec na Slovensku v okrese Turčianske Teplice.

## Historie
První písemná zmínka o obci pochází z roku 1262.

## Geografie
Obec se nachází v nadmořské výšce 470 metrů a rozkládá se na ploše 6,78 km2. K 31. prosinci roku 2017 žilo v obci 255 obyvatel.